# Manchester United F.C. mùa bóng 1953–54
Mùa giải 1953-54 là mùa giải lần thứ 52 của Manchester United ở The Football League và mùa giải thứ 9 liên tiếp của đội bóng ở Giải hạng nhất Anh.
United kết thúc mùa giải ở vị trí thứ tư, hồi sinh sau tám trận mở màn chỉ có kết quả hoặc thua. Cầu thủ ghi bàn nhiều nhất mùa giải là Tommy Taylor, người mà trong mùa giải đầu tiên của mình tại câu lạc bộ ghi được 22 bàn thắng trong giải đấu và một bàn thắng ở Cúp FA. Tiền đạo 20 tuổi Dennis Viollet ghi được 12 bàn thắng đầu tiên trong mùa giải này và cầu thủ 17 tuổi Duncan Edwards thay thế vị trí hậu vệ cánh trái của cựu cầu thủ Henry Cockburn.

## First Division
| Thời gian            | Đối thủ                 | H/A | Tỷ số Bt-Bb | Cầu thủ ghi bàn                                  | Số lượng khán giả |
| -------------------- | ----------------------- | --- | ----------- | ------------------------------------------------ | ----------------- |
| 19 tháng 8 năm 1953  | Chelsea                 | H   | 1 – 1       | Pearson                                          | 28,936            |
| 22 tháng 8 năm 1953  | Liverpool               | A   | 4 – 4       | Byrne, Lewis, Rowley, Taylor                     | 48,422            |
| 26 tháng 8 năm 1953  | West Bromwich Albion    | H   | 1 – 3       | Taylor                                           | 31,806            |
| 29 tháng 8 năm 1953  | Newcastle United        | H   | 1 – 1       | Chilton                                          | 27,837            |
| 2 tháng 9 năm 1953   | West Bromwich Albion    | A   | 0 – 2       |                                                  | 28,892            |
| 5 tháng 9 năm 1953   | Manchester City         | A   | 0 – 2       |                                                  | 53,097            |
| 9 tháng 9 năm 1953   | Middlesbrough           | H   | 2 – 2       | Rowley (2)                                       | 18,161            |
| 12 tháng 9 năm 1953  | Bolton Wanderers        | A   | 0 – 0       |                                                  | 43,544            |
| 16 tháng 9 năm 1953  | Middlesbrough           | A   | 4 – 1       | Taylor (2), Byrne, Rowley                        | 23,607            |
| 19 tháng 9 năm 1953  | Preston North End       | H   | 1 – 0       | Byrne                                            | 41,171            |
| 26 tháng 9 năm 1953  | Tottenham Hotspur       | A   | 1 – 1       | Rowley                                           | 52,837            |
| 3 tháng 10 năm 1953  | Burnley                 | H   | 1 – 2       | Pearson                                          | 37,696            |
| 10 tháng 10 năm 1953 | Sunderland              | H   | 1 – 0       | Rowley                                           | 34,617            |
| 17 tháng 10 năm 1953 | Wolverhampton Wanderers | A   | 1 – 3       | Taylor                                           | 40,084            |
| 24 tháng 10 năm 1953 | Aston Villa             | H   | 1 – 0       | Berry                                            | 30,266            |
| 31 tháng 10 năm 1953 | Huddersfield Town       | A   | 0 – 0       |                                                  | 34,175            |
| 7 tháng 11 năm 1953  | Arsenal                 | H   | 2 – 2       | Blanchflower, Rowley                             | 28,141            |
| 14 tháng 11 năm 1953 | Cardiff City            | A   | 6 – 1       | Viollet (2), Berry, Blanchflower, Rowley, Taylor | 26,844            |
| 21 tháng 11 năm 1953 | Blackpool               | H   | 4 – 1       | Taylor (3), Viollet                              | 49,853            |
| 28 tháng 11 năm 1953 | Portsmouth              | A   | 1 – 1       | Taylor                                           | 29,233            |
| 5 tháng 12 năm 1953  | Sheffield United        | H   | 2 – 2       | Blanchflower (2)                                 | 31,693            |
| 12 tháng 12 năm 1953 | Chelsea                 | A   | 1 – 3       | Berry                                            | 37,153            |
| 19 tháng 12 năm 1953 | Liverpool               | H   | 5 – 1       | Blanchflower (2), Taylor (2), Viollet            | 26,074            |
| 25 tháng 12 năm 1953 | Sheffield Wednesday     | H   | 5 – 2       | Taylor (3), Blanchflower, Viollet                | 27,123            |
| 26 tháng 12 năm 1953 | Sheffield Wednesday     | A   | 1 – 0       | Viollet                                          | 44,196            |
| 2 tháng 1 năm 1954   | Newcastle United        | A   | 2 – 1       | Blanchflower, Foulkes                            | 55,780            |
| 16 tháng 1 năm 1954  | Manchester City         | H   | 1 – 1       | Berry                                            | 46,379            |
| 23 tháng 1 năm 1954  | Bolton Wanderers        | H   | 1 – 5       | Taylor                                           | 46,663            |
| 6 tháng 2 năm 1954   | Preston North End       | A   | 3 – 1       | Blanchflower, Rowley, Taylor                     | 30,064            |
| 13 tháng 2 năm 1954  | Tottenham Hotspur       | H   | 2 – 0       | Rowley, Taylor                                   | 35,485            |
| 20 tháng 2 năm 1954  | Burnley                 | A   | 0 – 2       |                                                  | 29,576            |
| 27 tháng 2 năm 1954  | Sunderland              | A   | 2 – 0       | Taylor, Blanchflower                             | 58,440            |
| 6 tháng 3 năm 1954   | Wolverhampton Wanderers | H   | 1 – 0       | Berry                                            | 38,939            |
| 13 tháng 3 năm 1954  | Aston Villa             | A   | 2 – 2       | Taylor (2)                                       | 26,023            |
| 20 tháng 3 năm 1954  | Huddersfield Town       | H   | 3 – 1       | Blanchflower, Rowley, Viollet                    | 40,181            |
| 27 tháng 3 năm 1954  | Arsenal                 | A   | 1 – 3       | Taylor                                           | 42,753            |
| 3 tháng 4 năm 1954   | Cardiff City            | H   | 2 – 3       | Rowley, Viollet                                  | 22,832            |
| 10 tháng 4 năm 1954  | Blackpool               | A   | 0 – 2       |                                                  | 25,996            |
| 16 tháng 4 năm 1954  | Charlton Athletic       | H   | 2 – 0       | Aston, Viollet                                   | 31,876            |
| 17 tháng 4 năm 1954  | Portsmouth              | H   | 2 – 0       | Blanchflower, Viollet                            | 29,663            |
| 19 tháng 4 năm 1954  | Charlton Athletic       | A   | 0 – 1       |                                                  | 19,111            |
| 24 tháng 4 năm 1954  | Sheffield United        | A   | 3 – 1       | Aston, Blanchflower, Viollet                     | 29,189            |

| # | Câu lạc bộ        | Tr | T  | H  | B  | Bt | Bb | Hs    | Điểm |
| - | ----------------- | -- | -- | -- | -- | -- | -- | ----- | ---- |
| 3 | Huddersfield Town | 42 | 20 | 11 | 11 | 78 | 61 | 1.279 | 51   |
| 4 | Manchester United | 42 | 18 | 12 | 12 | 73 | 58 | 1.259 | 48   |
| 5 | Bolton Wanderers  | 42 | 18 | 12 | 12 | 75 | 60 | 1.250 | 48   |

## FA Cup
| Thời gian           | Vòng đấu | Đối thủ | H/A | Tỷ số Bt-Bb | Cầu thủ ghi bàn               | Số lượng khán giả |
| ------------------- | -------- | ------- | --- | ----------- | ----------------------------- | ----------------- |
| 19 tháng 1 năm 1954 | Vòng 3   | Burnley | A   | 3 – 5       | Blanchflower, Taylor, Viollet | 54,000            |